# Mascagnia polybotrya
Mascagnia polybotrya är en tvåhjärtbladig växtart som först beskrevs av Adrien Henri Laurent de Jussieu, och fick sitt nu gällande namn av Franz Josef Niedenzu. Mascagnia polybotrya ingår i släktet Mascagnia och familjen Malpighiaceae. Inga underarter finns listade i Catalogue of Life.